# Niagara (film)
Niagara is een Amerikaanse film noir uit 1953 onder regie van Henry Hathaway. In tegenstelling tot andere films noirs uit die tijd, werd Niagara opgenomen in technicolor. Niagara werd een van de grootste publiekstrekkers van het jaar voor 20th Century Fox.
Jean Peters kreeg de rol van Polly Cutler nadat Anne Baxter zich terugtrok. Nadat bekend werd dat Baxter niet in de film te zien zou zijn, werd alle media-aandacht gericht op Marilyn Monroe.

## Verhaal

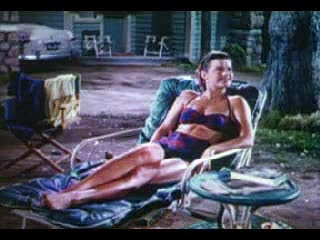
Polly ontspant zich

Hoewel ze al drie jaar getrouwd zijn, gaan de echtgenotes Ray en Polly Cutler nu pas op huwelijksreis. Ze vertrekken naar de Niagarawatervallen om hier te kunnen ontspannen en een romantische weekend te beleven. Wanneer ze arriveren, ontdekken ze echter dat hun huisje al gehuurd is door George en Rose Loomis. Ze bieden beleefd aan om een ander huisje te huren.
De Cutlers ontdekken al snel dat George en Rose een vreemde relatie hebben. Rose is veel jonger dan George en probeert om te gaan met het feit dat ze lijdt aan depressie, paranoia en zelfbeheersing. Er wordt zelfs gesuggereerd dat ze zojuist vrijgekomen is uit een psychiatrisch ziekenhuis. De zaken worden nog ingewikkelder wanneer Polly Rose betrapt met Patrick, een jongeman met wie ze een affaire heeft. Later die avond zien beide Cutlers ook hoe ook George zijn zelfbeheersing verliest wanneer hij zichzelf per ongeluk snijdt.
Het blijkt dat George al vermoedde dat Rose een affaire heeft. Nog erger is dat Rose zijn dood plant met de hulp van Patrick, hopende dat de anderen zullen denken dat het een ongeluk is. De bedoeling is dat Patrick hem vermoordt en de bellen luidt bij een vuurtoren, waardoor Rose zal weten dat George overleden is. Wanneer ze de bellen hoort, gaat Rose ervan uit dat George vermoord is.
De waarheid is dat George Patrick vermoordde uit zelfverdediging en op de hoogte is van Rose' intenties. Rose komt hierachter wanneer ze het lichaam van haar man moet identificeren en Patricks lichaam aantreft. Ze valt flauw en draait door, waarna ze naar een ziekenhuis gestuurd wordt. Ondertussen ontdekt ook Polly dat George nog in leven is. Ze probeert dit aan Ray te vertellen, maar hij denkt dat Polly dingen ziet die er niet zijn. Ondanks dit gaat Polly naar die politie, die daarna een zoektocht beginnen.
Wanneer Polly later George opnieuw ziet bij de watervallen, probeert ze te vluchten, glijdt ze uit en valt. George redt haar echter en brengt haar naar een geheime plek waar niemand ze kan vinden. Hier vertelt hij dat hij Patrick vermoordde uit zelfverdediging en dat Rose hem wil vermoorden. Hij smeekt Polly of ze niet wil vertellen dat hij nog levend is, zodat George kan vluchten en elders een nieuw leven kan beginnen. Polly reageert enkel door hem te dwingen haar los te laten en vlucht vervolgens.

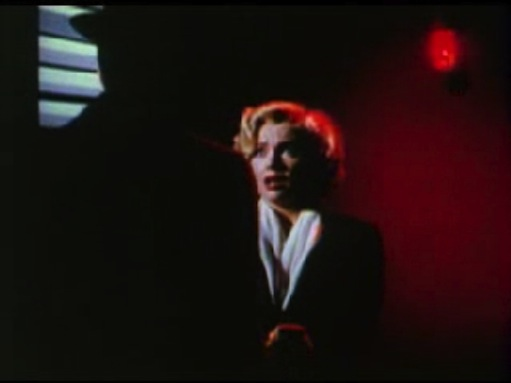
Rose schrikt van George

Een angstige Rose vlucht uit het ziekenhuis en ontdekt dat George haar achtervolgt. Ze probeert te ontsnappen door de bellen van de vuurtoren te luiden en de politie te bellen. Het lukt haar niet te vluchten en George vermoordt haar uit woede. Hij heeft echter onmiddellijk veel spijt en ontdekt dat hij opgesloten zit in de toren. Nadat hij tegen een overleden Rose vertelt dat hij van haar houdt, vlucht hij in de ochtend.
Ondertussen zetten de Cutlers hun vakantie voort op een boot. Ray maakt zich zorgen om Polly, die zich na de confrontatie met George vreemd gedraagt. Ze gaan nog even het land op om de laatste boodschappen te doen. Wat ze niet weten, is dat George vlak bij de boot is en deze wil stelen om te vluchten. Polly komt echter terug wanneer George er nog er nog niet in geslaagd is om de boot te stelen. Polly valt hem aan, waardoor George gedwongen is haar bewusteloos te slaan. Om geen tijd te verdoen, vlucht George onmiddellijk met de boot. De politie zit hem echter al op de hielen.

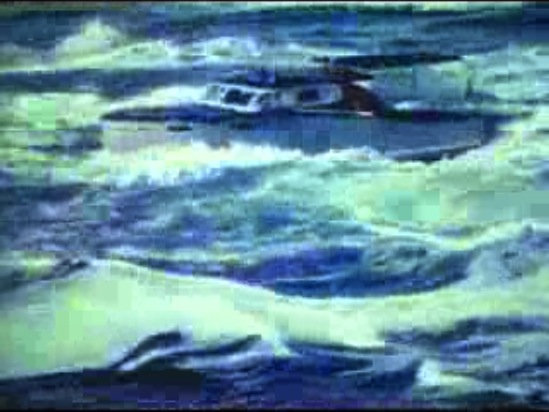
De boot

Nadat ze bijkomt, vraagt George aan Polly of het goed met haar gaat. Het is duidelijk dat hij haar niets wil aandoen, maar Polly probeert hem te overhalen zichzelf aan te geven. Hij geeft toe dat hij Rose heeft vermoord en dat er nu geen weg terug meer is. Nadat de boot geen brandstof meer heeft, probeert Polly te vluchten door een poging te doen uit de boot te springen.
George houdt haar echter tegen. Er steekt inmiddels een harde storm op, waardoor de twee hun leven niet meer zeker zijn. Vlak voordat de boot zinkt, helpt George Polly zich aan een kei vast te houden. Nadat hij ziet dat ze veilig is, overlijdt hij. Polly wordt uiteindelijk door de politie via een helikopter geholpen en herenigd met haar man.

## Rolverdeling
| Acteur         | Personage     |
| -------------- | ------------- |
| Joseph Cotten  | George Loomis |
| Marilyn Monroe | Rose Loomis   |
| Jean Peters    | Polly Cutler  |
| Max Showalter  | Ray Cutler    |
| Richard Allan  | Patrick       |